# Kalay Marques
Carlos Ribeiro Marques, conhecido como Kalay Marques,  iniciou sua carreira no esporte aos onze anos de idade quando começou a frequentar áreas de salto em função do pai piloto, foi quando ele experimentou a queda livre pela primeira vez. Aos quatorze anos (1996) foi emancipado e realizou o sonho de saltar sozinho.
O paraquedismo sempre foi sua profissão e durante esses anos conquistou diversas habilitações no esporte, trabalhou em áreas de salto no Brasil e exterior, participou de diversas competições de Swoop, quebrou recordes e ministrou cursos de pouso por todo o país.
Hoje, com mais de 13.000 saltos, ele é instrutor Tandem, ASL, AFF, BBF, FreeFly  Coach, Canopy Piloting Coach , e seu foco principal é se tornar campeão mundial de Swoop.

## Títulos e recordes

### Principais títulos internacionais
- Campeonato Latino Americano 2016 / Boituva: 1º lugar
- Mundial de Pilotagem de velames 2016 (Prova Velocidade) / Canadá: 8º lugar[3]
- Copa Latino Americana 2015 / Boituva: 1º lugar
- Campeonato Latino Americano 2014 / Boituva: 1º lugar[4]
- Mundial de Pilotagem de Velames 2013 / Russia: 9º lugar [5]
- World Games 2012 / Colômbia: 1º lugar

### Principais títulos nacionais
- Campeonato Brasileiro 2016 / Boituva: 1º lugar
- Campeonato Brasileiro  2015 / Boituva: 1º lugar
- Campeonato Brasileiro  2014 / Boituva: 1º lugar
- Campeonato Brasileiro 2012 / Boituva: 1º lugar [4]
- Over Limits Swoop 2011 / Floripa: 1º lugar
- Campeonato Brasileiro 2011 / Boituva: 1º lugar
- Campeonato Brasileiro  2010 / Paranaguá: 1º lugar
- Campeonato Brasileiro 2009 / Florianópolis: 1º lugar
- Campeonato Brasileiro 2007 / Boituva: 1º lugar
- Circuito Chevrolet Montana 2005 / Campinas: 1º lugar

### Recordes
- Recordista Brasileiro de Pilotagem de Velames - Distância 2010 / Paranaguá: 127 metros
- Recordista Brasileiro de Pilotagem de Velames - Distância 2014 / Boituva 152 metros